# La Ville-aux-Dames
La Ville-aux-Dames ist eine französische Gemeinde mit 5.575 Einwohnern (Stand: 1. Januar 2022) im Département Indre-et-Loire in der Region Centre-Val de Loire. Sie gehört zum Arrondissement Tours und zum Kanton Montlouis-sur-Loire. Die Bewohner werden Gynépolitain(e)s genannt.

## Geographie
La Ville-aux-Dames liegt zwischen dem südlichen Ufer der Loire und dem Flüsschen Filet, einem Nebenfluss des Cher. Umgeben wird La Ville-aux-Dames von den Nachbargemeinden Rochecorbon im Norden und Nordwesten, Vouvray im Nordosten, Montlouis-sur-Loire im Osten, Larçay im Süden und Saint-Pierre-des-Corps im Westen.

## Bevölkerungsentwicklung
| Jahr | Einwohner |
| ---- | --------- |
| 1962 | 1420      |
| 1968 | 1915      |
| 1975 | 2479      |
| 1982 | 3481      |
| 1990 | 4193      |
| 1999 | 4647      |
| 2006 | 4520      |
| 2011 | 5042      |

## Sehenswürdigkeiten
- Kirche Notre-Dame, ursprünglich im 11. Jahrhundert errichtet, Monument historique seit 1947

## Partnerschaften
Mit der britischen Gemeinde Dollar in Clackmannanshire (Schottland) verbindet La Ville-aux-Dames seit 1981 eine Partnerschaft. 